# Kulturåret 1749

## Händelser
- November – Ett år efter den första delen av Fanny Hill hade publicerats, grips John Cleland och hans förläggare, anklagade för "förledande av kungens undersåtar".

## Nya verk
- Andra och sista delen av Memoirs of a Woman of Pleasure, mer känd som Fanny Hill av John Cleland kommer ut i februari.

## Födda
- 2 januari – Carl Gustaf Nordin (död 1812), svensk biskop, historiker, språkforskare och ledamot av Svenska Akademien.
- 10 mars – Lorenzo Da Ponte (död 1838), italiensk författare.
- 15 juni – Georg Joseph Vogler (död 1814), tysk kompositör.
- 10 augusti – Christian August Lorentzen (död 1828), dansk porträttmålare.
- 21 augusti – Edvard Storm (död 1794), norsk poet.
- 28 augusti – Johann Wolfgang von Goethe (död 1832), tysk författare.
- 17 december – Domenico Cimarosa (död 1801), italiensk operakompositör.
- okänt datum – Sofia Lovisa Gråå (död 1835), rektor (1804) för Dramatens elevskola.
- okänt datum – Elisabeth Soligny, fransk ballerina
- okänt datum – Marija Zubova (död 1799), rysk tonsättare